# Edgar Stiller

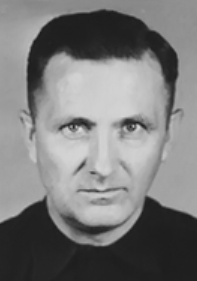
Edgar Stiller (um 1945/46 als Kriegsgefangener)

Edgar Robert Stiller (* 25. Januar 1904 in Hermannseifen, Bezirk Trautenau, Österreich-Ungarn; † nicht bekannt) war ein böhmisch-österreichischer Polizist und während des Zweiten Weltkriegs SS-Obersturmführer. Er war im KZ Dachau für die Betreuung der Sonderhäftlinge verantwortlich und spielte Ende April 1945 bei der Befreiung der SS-Geiseln in Südtirol eine wichtige Rolle. 1951 wurde gegen ihn wegen Beihilfe zum Mord an Georg Elser ermittelt.

## Leben
Stiller wurde in Hermannseifen am südlichen Fuße des Riesengebirges als Sohn eines Pfarrers geboren. Nach fünf Klassen Volksschule absolvierte er in Mödling vier Klassen Gymnasium und vier Klassen einer höheren landwirtschaftlichen Mittelschule. Anschließend war er bis 1925 in verschiedenen landwirtschaftlichen Betrieben tätig.
Nach einem Jahr Arbeitslosigkeit meldete er sich in Mödling zum Polizeidienst, wo er 1938 den Dienstgrad eines Polizeimeisters erreichte. 1930 heiratete er die Rosa Schleicher und hatte zwei Kinder, die um 1937 bzw. 1939 geboren wurden. Am 1. Mai 1933 trat er der NSDAP Österreichs bei (Mitgliedsnummer 1.622.724).
Nach dem Anschluss Österreichs im Jahre 1938 arbeitete Stiller bei der Stadt Wien im Verwaltungsdienst. Im selben Jahr wurde er Mitglied der Allgemeinen SS mit der SS-Nummer 298.149. 1940 wurde er zur Waffen-SS eingezogen und kam nach der Ausbildung in Wien zu einem Panzerjägerregiment in Oranienburg. Ende 1940 wurde er wegen Krankheit bei der Waffen-SS ausgemustert.

### Tätigkeit im KZ Dachau
Stiller wurde ab Januar 1941 im KZ Dachau zunächst als gewöhnlicher SS-Mann ein paar Tage im Bewachungsdienst und dann als Hilfsschreiber eingesetzt. Im Sommer 1942 legte er in Wien die Inspektorenprüfung ab. Erst 1943 wurde er seinem österreichischen Rang entsprechend zum SS-Untersturmführer ernannt. Die Beförderung zum SS-Obersturmführer erfolgte im April 1945.
Mitte 1942 kam er zur Truppenbetreuung und war Anfang 1943 für die Betreuung der Sonderhäftlinge im KZ Dachau zuständig. Unter den ersten Sonderhäftlingen waren unter anderem Martin Niemöller, Johannes Neuhäusler und Richard Henry Stevens. Sie waren in einem vom normalen KZ-Betrieb getrennten Gebäude namens „Bunker“ untergebracht. Sie durften tagsüber ihre Zellen verlassen und das Lager gelegentlich in Begleitung Stillers beispielsweise für Kinobesuche verlassen. Nach dem Krieg wurde ihm übereinstimmend eine korrekte Behandlung der Häftlinge bestätigt. So schrieb beispielsweise Sigismund Payne Best, Stiller habe seine Macht dazu verwendet, ihnen zu helfen.

### Transport der Sonder- und Sippenhäftlinge nach Südtirol
Im April 1945 war Stiller für den Transport von 141 Sonder- und Sippenhäftlingen nach Südtirol verantwortlich, die aus Deutschland und sechzehn weiteren europäischen Staaten stammten. Ausgangspunkt war vermutlich ein Plan Ernst Kaltenbrunners, Chef der Sicherheitspolizei und des SD, prominente Häftlinge als Geiseln der SS in die „Alpenfestung“ zu verschleppen. Als Faustpfand sollten sie dort für Waffenstillstandsverhandlungen mit den Westalliierten zur Verfügung stehen.
Unter den Internierten befanden sich der ehemalige österreichische Bundeskanzler Kurt Schuschnigg mit Frau und Tochter, der ehemalige Wiener Bürgermeister Richard Schmitz, der frühere französische Ministerpräsident Léon Blum mit Frau, der französische Bischof von Clermont-Ferrand, Gabriel Piguet, der ehemalige ungarische Ministerpräsident Miklós Kállay, der Oberbefehlshaber des griechischen Heeres, General Alexandros Papagos mit seinem Stab, die beim Venlo-Zwischenfall entführten Agenten des britischen Geheimdienstes Sigismund Payne Best und Richard Henry Stevens, die Theologen Johannes Neuhäusler und Martin Niemöller, der ehemalige Generalstabschef des deutschen Heeres, Generaloberst Franz Halder mit Ehefrau, die Generale der Infanterie Alexander Freiherr von Falkenhausen und Georg Thomas, der Generalstabsoberst Bogislaw von Bonin, Philipp Prinz von Hessen, der Widerstandskämpfer und Offizier Fabian von Schlabrendorff, der Großindustrielle Fritz Thyssen mit Ehefrau, der frühere Reichsbankpräsident und Reichswirtschaftsminister Hjalmar Schacht, die Kabarettistin und spätere Ordensschwester Isa Vermehren sowie unter den nach dem Attentat vom 20. Juli 1944 festgenommenen „Sippenhäftlingen“ acht Familienangehörige von Oberst Claus Schenk Graf von Stauffenberg (darunter dessen Bruder Alexander von Stauffenberg) und sieben aus der Familie des ehemaligen Leipziger Oberbürgermeisters Carl Goerdeler.
Am 29. April erklärte Stiller in Niederdorf im Pustertal, die Kontrolle an ein zuvor gegründetes Häftlingskomitee unter Leitung des britischen Geheimdienstagenten Sigismund Payne Best und an die durch Oberst Bogislaw von Bonin heimlich alarmierte Wehrmacht abgeben zu wollen. Den Häftlingen drohte aber weiter Gefahr, die von dem als skrupellos beschriebenen SS-Untersturmführer Bader und dessen SD-Trupp ausging, der erklärte, dass sein Auftrag „erledigt sei, wenn die Gefangenen gestorben seien“.
Am folgenden Tag konnten Bader und seine Männer mit Hilfe der Wehrmacht erfolgreich davon überzeugt werden, aufzugeben und abzuziehen.

### Verurteilung in den Dachauer Prozessen
Stiller geriet im Mai 1945 in Salzburg in Kriegsgefangenschaft, kam in verschiedene Internierungslager und schließlich nach Dachau. Dort wurde er im März 1947 im Rahmen der Dachauer Prozesse von einem amerikanischen Gericht zu sieben Jahren Gefängnis, beginnend mit seiner Inhaftierung am 9. Mai 1945, verurteilt.
Seine Strafe verbüßte er in der Justizvollzugsanstalt Landsberg. Da diese nachträglich auf fünf Jahre herabgesetzt wurde, kam er 1950 frei. Anschließend arbeitete er als Privatsekretär der Prinzessin von Isenburg und anschließend als Fahrdienstleiter bei Rohde & Schwarz in München.

### Beschuldigung im Fall Georg Elser
Im August 1951 wurde er erneut verhaftet. Untersuchungsrichter Nikolaus Naaff ermittelte am Landgericht München zum Tod von Georg Elser, der im April 1945 im KZ Dachau erschossen wurde. Stiller wurde der Beihilfe zum Mord beschuldigt.
Am 14. September 1951 wurde der Haftbefehl aufgehoben und Stiller auf freien Fuß gesetzt. Wie das Gericht im Laufe der Untersuchungen feststellte, war Elser von SS-Oberscharführer Theodor Bongartz erschossen worden.
Über das weitere Schicksal Edgar Stillers ist nichts bekannt. In dem 2014 gedrehten zweiteiligen Doku-Drama Wir, Geiseln der SS wurde er von Gerhard Wittmann gespielt.